# KINTEX
KINTEX, the Korea International Exhibition Center (centro de exposição internacional da Coréia) , está localizado no oeste de Goyang no Distrito de Ilsan. É um edifício de três andares num terreno de 224,800m² de terreno entre a estrada central de Ilsan Chungangno, e o Rio Han. O edifício, que pode conter de 5 toneladas por m², inaugurado em 29 de Abril, em 2005. Pouco depois da abertura, ele hospedou o Seoul Motor Show em 2005.
O KINTEX tem cinco salas de exposição, duas salas de reuniões, um salão, um salão de eventos e três áreas de exposição ao ar livre. O atual presidente é Kim Inshik.
O KINTEX é servido pelo ônibus de limusine do aeroporto do dong de Uijeongbu e de Songpo e também a uma curta distância da Estação Daehwa on Linha 3 of the metrô de Seul.